# Eutettix glennana
Eutettix glennana är en insektsart som beskrevs av Ball 1931. Eutettix glennana ingår i släktet Eutettix och familjen dvärgstritar. Inga underarter finns listade i Catalogue of Life.